# 青箱雜記
《青箱雜記》，凡十卷，北宋吳處厚著。
青箱即“世傳家學”之意。本書成書於元祐二年（1087年），多記五代及北宋故事，如林逋、晏殊、王安國、曹翰、陳亞、張詠、王禹偁、魏野、夏竦、潘閬等人的軼事，兼記典章制度，民間風俗，又廣泛收錄文人詩詞作品。《郡齋讀書記》評此書“所記多失實”。书中还有许多有关迷信、神怪的记载。今存《稗海》本、《四庫全書》本、《筆記小說大觀》本。